# Marsz Równości w Poznaniu

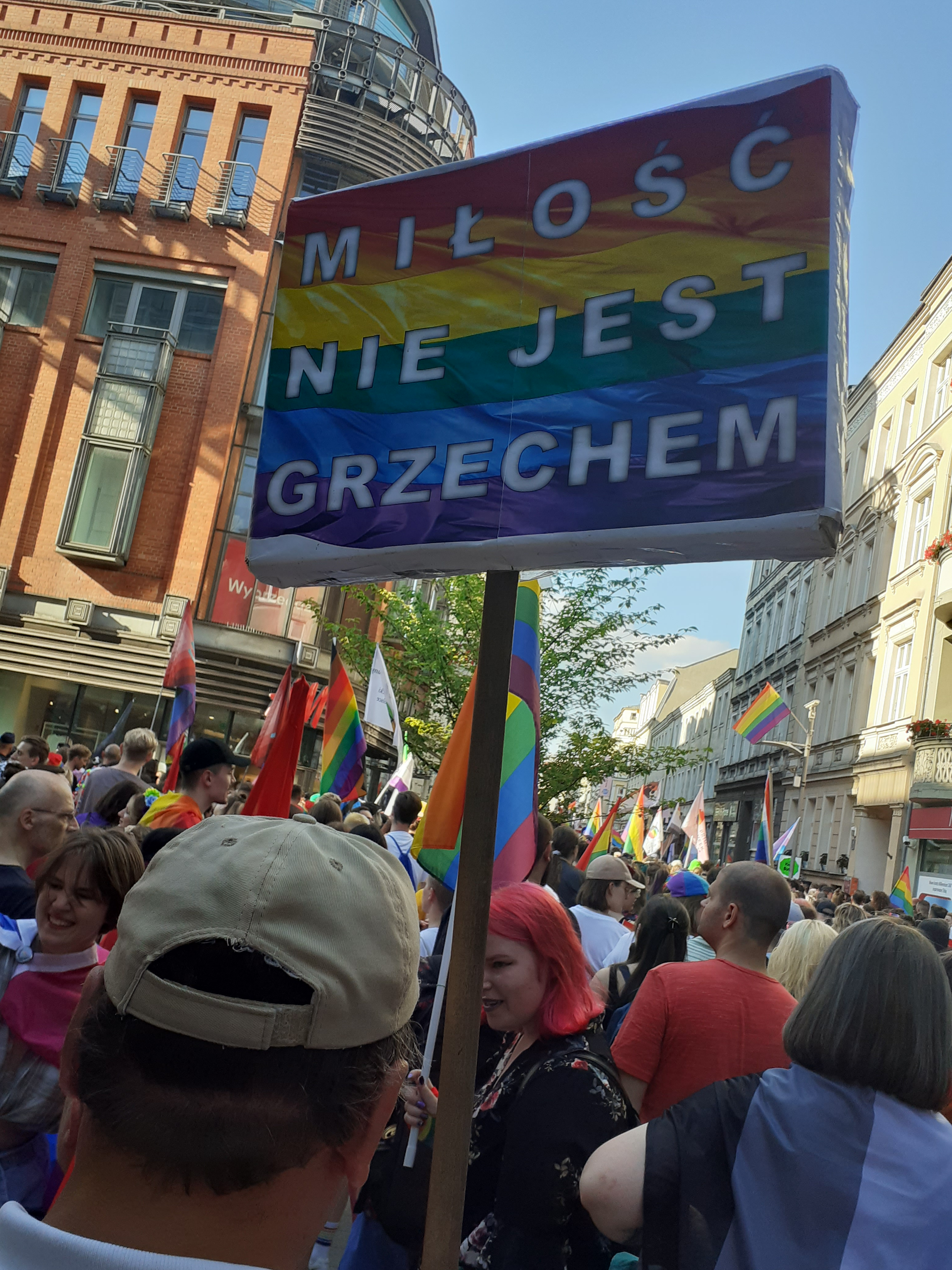
Marsz Równości w Poznaniu w 2022.

Marsz Równości w Poznaniu – manifestacja w postaci przemarszu ulicami Poznania, organizowana jako część obchodów Dni Równości i Tolerancji będących częścią Międzynarodowego Dnia Tolerancji UNESCO.
Jego główną ideą jest dopominanie się o wolność słowa i wolność zgromadzeń oraz o niedyskryminację z powodu np. płci, niepełnosprawności, pochodzenia etnicznego, wyznania, orientacji seksualnej czy wyznawanych poglądów.

## Historia

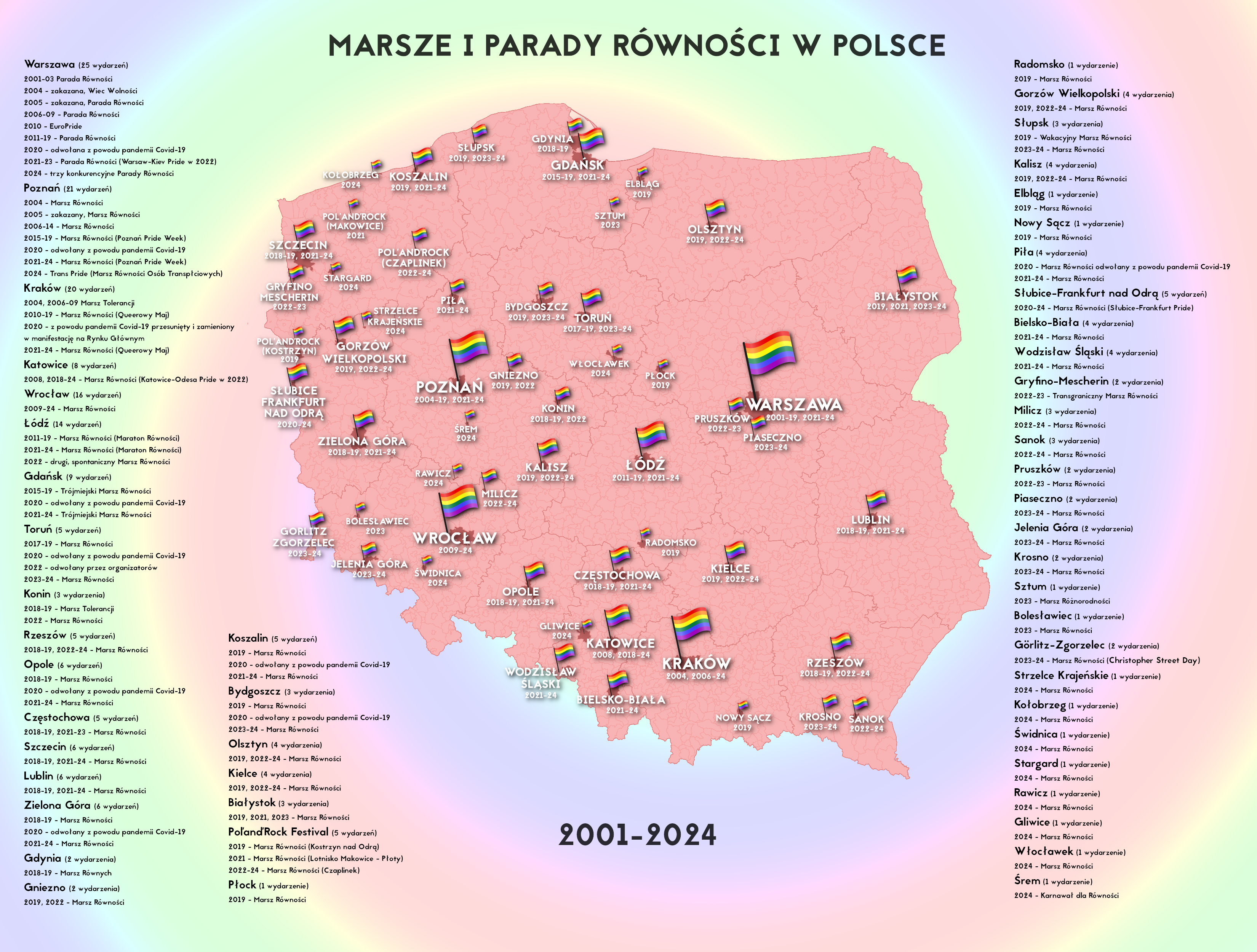
Marsz Równości w Poznaniu w porównaniu z pozostałymi Marszami w Polsce

### 2004
W 2004 roku odbywający się w Poznaniu Marsz Równości przeszedł 200 metrów spod Zamku ulicą Św. Marcin i został zatrzymany przez kontrdemonstrantów, którzy poza wykrzykiwaniem haseł rzucali w manifestujących kamieniami, jajkami, petardami, butelkami, owocami itp. Doszło do kilku starć chuliganów z policją, marsz został zawrócony pod CK Zamek i przekształcił się w stacjonarną pikietę. Policja stworzyła kordon w poprzek ulicy, nie przepuściła manifestantów twierdząc, że nie jest w stanie zapewnić im bezpieczeństwa.

### 2005
19 listopada 2005 miał odbyć się kolejny Marsz Równości. 15 listopada prezydent Poznania Ryszard Grobelny po konsultacji z policją i Zarządem Dróg Miejskich zdecydował, że wyda zakaz przemarszu. Mimo że policja nie miała początkowo nic przeciwko trasie proponowanej przez organizatorów, prezydent argumentował, że przemarsz będzie zagrożeniem dla porządku publicznego, życia, zdrowia lub mienia w znacznych rozmiarach. Zdaniem władz wcześniej miasto zaproponowało organizatorom Marszu Równości dwie inne trasy przemarszu, ale żadna z tych propozycji nie została zaakceptowana przez organizatorów. Organizatorki marszu przeczą tej informacji twierdząc, że żadne propozycje innej trasy nie zostały zaproponowane, natomiast zgodziły się na skrócenie drogi przemarszu. Decyzję prezydenta podtrzymał wojewoda wielkopolski Andrzej Nowakowski (członek SLD; został za podtrzymanie zakazu ukarany przez sąd partyjny 20 stycznia 2006).
Mimo zakazu doszło do manifestacji. Zorganizowana również została kontrmanifestacja, w której wzięli udział m.in. członkowie Młodzieży Wszechpolskiej, którzy wznosili homofobiczne hasła (między innymi nienawistne nawoływania "Pedały do gazu" i groźby "Zrobimy z wami, co Hitler zrobił z Żydami"). Interweniowała policja: odgrodziła uczestników Marszu od przeciwników manifestacji, zablokowała ulicę aby nie dopuścić do kontynuowania przemarszu. Po zablokowaniu przemarszu przez policję manifestanci zaczęli chodzić w koło, parędziesiąt osób zorganizowało protest siedzący. Po 1,5 godziny, policja – zdaniem organizatorów brutalnie, zdaniem władz w sposób wzorowy – zatrzymała 65 uczestników marszu (przedstawiono im zarzut nielegalnego zgromadzenia) oraz kilku kontrmanifestantów. Ze strony demonstrantów posypały się w stronę policji okrzyki "Gestapo!", "ZOMO!" oraz "Każda władza zabija wolność. Chcemy przejść".
Sprawa wywołała poruszenie w Polsce i na świecie. 24 listopada Sekretariat Międzynarodowy Amnesty International po raz pierwszy od ośmiu lat wydał oficjalne oświadczenie na temat Polski, wyrażając niepokój o zagrożenie praw osób LGBT. Ponad 2900 osób podpisało list otwarty Protest obywatelski w sprawie wydarzeń w Poznaniu 19 listopada 2005. O wyjaśnienie motywów decyzji o zakazie zwrócił się do prezydenta Poznania Rzecznik Praw Obywatelskich Andrzej Zoll.
W całym kraju odbyły się wiece solidarności z pobitymi i zatrzymanymi uczestnikami poznańskiego Marszu. Wydarzenia takie miały miejsce m.in. w Gdańsku, Elblągu, Krakowie, Poznaniu, Rzeszowie i Warszawie. Podobny protest zorganizowano również pod ambasadą polską w Berlinie i Konsulatem Generalnym RP w Nowym Jorku.
14 grudnia 2005 Wojewódzki Sąd Administracyjny w Poznaniu orzekł, że zakaz organizacji Marszu Równości wydany przez prezydenta Poznania i wojewodę wielkopolskiego był niezgodny z prawem. W uzasadnieniu sąd podkreślił, że decyzja ta była niezgodna z polskim i europejskim prawem. Sędzia Grażyna Radzicka stwierdziła, że prezydent złamał prawo, nakazuje mu ono bowiem brać pod uwagę prawo obywateli do demonstrowania poglądów, a nie prawo tych, którzy mogą demonstrantom zagrozić. 16 stycznia 2006 nowy wojewoda wielkopolski Tadeusz Dziuba (popierany przez PiS) wniósł skargę kasacyjną do Naczelnego Sądu Administracyjnego. 25 maja 2006 r. Naczelny Sąd Administracyjny oddalił skargę kasacyjną.
Sąd Rejonowy w Poznaniu 30 grudnia 2005 oraz 4 stycznia 2006 odmówił postępowania przeciwko postawionym w stan oskarżenia uczestnikom Marszu, gdyż wykroczenie, aby za nie ukarać, musi być szkodliwe społecznie, działanie manifestantów zaś takim nie było. "Demonstranci chcieli jedynie publicznie wyrażać swoje poglądy. Takie prawo gwarantuje im konstytucja" – powiedział wiceprzewodniczący składu orzekającego Piotr Gerke.
W związku z zakazem i rozbiciem Marszu Równości w połowie grudnia 2005 dwie agendy ONZ wystosowały interpelacje do polskich władz, a 18 stycznia 2006 Parlament Europejski wystąpił z rezolucją potępiającą homofobię w Europie.

#### Kontrparada
Jako odpowiedź na Marsz Równości w Poznaniu 18 listopada 2005 grupa Naszość zorganizowała "Paradę Onanistów".

### 2006
W ramach Dni Równości i Tolerancji, które trwały w dniach 9-18 listopada, ostatniego odbył się trzeci Marsz Równości pod hasłem Solidarnie przeciw dyskryminacji. W odróżnieniu od poprzedniego roku organizatorzy marszu otrzymali zgodę na przemarsz ulicami Poznania. Po raz pierwszy uczestnikom marszu udało się pokonać w całości zaplanowaną trasę (z placu Adama Mickiewicza, ulicą Święty Marcin i Alejami Marcinkowskiego do placu Wolności). W marszu wzięło udział około 500 osób.

### 2007
W dniach 8-17 listopada po raz czwarty odbyły się Dni Równości i Tolerancji, w ramach których odbyły się koncerty, wystawy i projekcje filmów z tłumaczeniem na język migowy. Zorganizowana też została wystawa prac artystycznych pensjonariuszy Domów Pomocy Społecznej i osób niepełnosprawnych. Ostatniego dnia odbył się Marsz Równości.
4 listopada 2007 roku zaplanowany marsz został skrytykowany przez działaczy PO jak i PiS ze względu na zaplanowane miejsce startu marszu na placu Mickiewicza. W odpowiedzi na protesty Katarzyna Gajewska, jedna z organizatorek tegorocznej manifestacji odpowiedziała, iż pl. Mickiewicza to miejsce, które należy do wszystkich poznaniaków. Również politycy SdPL wystosowali oświadczenie, w którym poparli zarówno sam marsz jak i jego trasę, krytykując polityków PO i PiS.
Marsz w przeciwieństwie do poprzednich lat odbył bez większych incydentów. Wzięło w nim udział ok. 300 osób. Uczestnicy przeszli z Placu Mickiewicza na Plac Wolności, wznosząc hasła m.in. "Nie ma demokracji bez manifestacji", "Każdy ma prawo demonstrować", "Każdy inny, wszyscy równi", "Równe prawa pracownicze", "Stop dyskryminacji, nie wykluczeniu", "My też walczymy o prawa człowieka".
Przedstawiciele Międzynarodowego Stowarzyszenia Lesbijek i Gejów na Rzecz Kultury wręczyli nagrodę ILGCN organizatorom Dni Równości i Tolerancji za walkę z homofobią.

### 2008

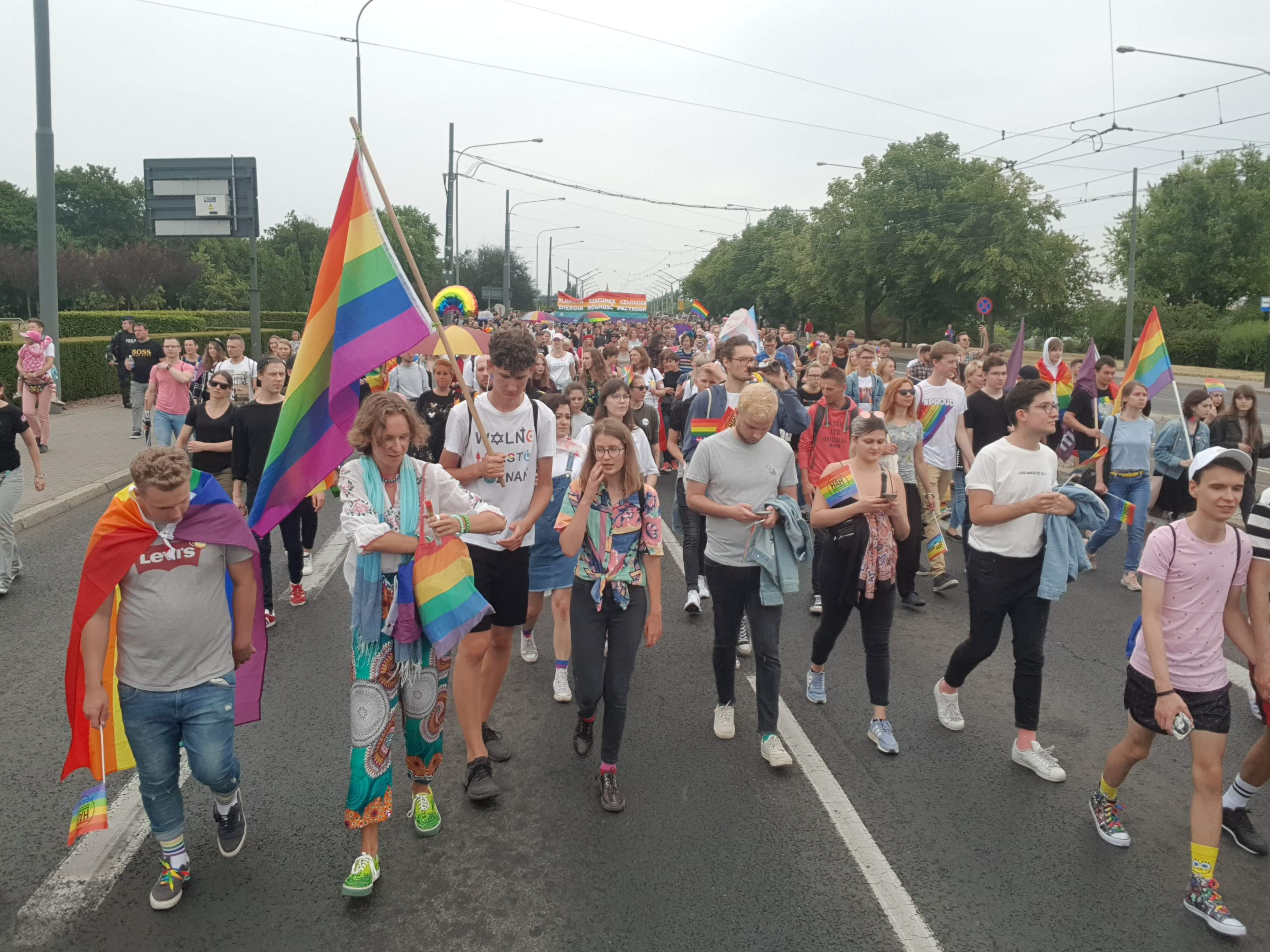
Marsz Równości 2019

Marsz Równości odbył się 15 listopada. Uczestnicy ruszyli z placu Adama Mickiewicza.

### 2009
Marsz Równości odbył się 14 listopada, o godzinie 14:00 Marsz wystartował z pl. Adama Mickiewicza, i tym razem po raz pierwszy w drodze na pl. Wolności obszedł także Rynek. Marsz odbył się pod hasłem Poznań wie jak być tolerancyjnym (Poznań Knows How to be tolerant) – hasło było nawiązaniem do akcji i hasła promocyjnego Miasta Poznania. Dni Równości i Tolerancji, w ramach których odbył się Marsz Równości, miały miejsce w dniach 10-15 listopada

### 2010
W tym roku Marsz Równości wyjątkowo wyszedł ze schodów pod Teatrem Wielkim w Poznaniu. Marsz odbył się pod hasłem: Równe prawa to nie przywileje. Dni Równości i Tolerancji trwały od 8 do 22 listopada.